# マイラ・モネオ
マイラ・モネオ（Maira Moneo、1992年9月25日 - ）は、ウルグアイのプロボクサーである。元WBC女子世界ライト級暫定王者、元WBA同暫定王者。

## 来歴
2018年7月14日、モンテビデオにてAmanda Lopes戦でデビューし、3-0判定勝利。
2019年6月29日、Amanda Lopesを6回TKOで降し、プロ4戦目で初のKO勝利。
2020年2月8日、プロ7戦目で敵地アルゼンチン・コンコルディアに乗り込み、Yanina del Carmen Lescanoと南米女子ライト級王座決定戦に挑むが、7回と10回のラビットパンチで失格となり、初黒星。
2021年2月13日、アルゼンチンでAna Romina GuichapaniとのWBA女子フェデラテンライト級王座決定戦に挑み、9回TKO勝利で初タイトル獲得。
2022年10月1日、Yamila Reynosoとの南米女子スーパーライト級王座決定戦に挑み、3-0判定で2冠目獲得。
2022年12月30日、ブエノスアイレスにて元WBC2階級王者エリカ・ファリアス相手にWBAフェデラテン王座の防衛戦を行い、3-0判定で3度目の防衛に成功。
2023年7月1日、ブエノスアイレスにてアリス・サンチェスとのWBA女子世界ライト級暫定王座決定戦に挑み、 7回にダウンを奪ってドクターストップTKOでWBA暫定王座獲得。試合後にレギュラー王者であるケイティー・テイラーとの統一戦を希望した。その後、暫定王座を返上した
2023年12月15日、ブエノスアイレスにてリズベス・クレスポとのWBC女子世界ライト級暫定王座決定戦に挑み、3-0判定で勝利しWBC暫定王座獲得。
2024年8月3日、バーンズリーにて現IBF世界ヘビー級王者ダニエル・デュボアの実妹でIBO女子世界ライト級王者キャロライン・デュボアと女子世界同級王座統一戦に挑むも、0-3判定負けで王座陥落。

## 獲得タイトル
- WBA女子フェデラテンライト級王座（防衛3=返上）
- 南米女子スーパーライト級王座（防衛0=返上）
- WBA女子世界ライト級暫定王座（防衛0=返上）
- WBC女子世界ライト級暫定王座（防衛0）